# Диоп, Маджмут
Маджмут Дио́п (фр. Majhemout Diop; 30 сентября 1922, Сен-Луи (Сенегал), Французская Западная Африка — 27 января 2007) — политический деятель, историк и обществовед Сенегала, автор работ по вопросам классовой структуры африканских обществ.

## Биография
Окончив фармацевтическое училище в Дакаре, в 1950—1956 годах получал высшее образование в заграничных университетах.
После возвращения с учёбы на родину принял активное участие в создании в 1957 году Африканской партии независимости Сенегала (АПНС, предшественница Партии независимости и труда Сенегала) и был избран её первым генеральным секретарём.
После запрета правительством Леопольда Седара Сенгора деятельности АПНС в 1960 году отправился в политическую эмиграцию в Гвинею. Оставался в изгнании до 1976 года, работая в Институте гуманитарных наук в Мали.
В 1967 году национальная конференция АПНС приняла решение об отстранении Диопа с поста генерального секретаря за «нарушения устава партии», сменив на Сейду Сиссоко. Когда на II съезде 1972 года, состоявшемся в Дакаре в подпольных условиях, Маджмут Диоп был вообще исключён из АПНС, партия полностью оказалась в руках Сиссоко.
В 1976 году правящая Социалистическая партия Сенегала разрешила легальное существование конкурирующих политических сил. Маджмут Диоп с последователями сумели зарегистрировать обновлённую Африканскую партию независимости (АПН-Обновление, PAI-Rénovation) и обойти АПНС в роли разрешённой марксистской оппозиции.

## Сочинения
- Contribution à l’étude des problèmes politiques en Afrique Noire, P., 1959.
- Classes et idéologic de classe au Sénégal, [Dakar, 1963].
- Histoire des classes sociales dans l’Afrique de l’Ouest, v. 1—2, P.: L’Harmattan, 1971—1972.
- Étude sur le salariat (Haut-Sénégal-Niger, Soudan, Mali) (1884—1969), I.S.H.M, 1975.
- Mémoires de luttes, Présence Africaine, 2007.